# Zvonimir Stimaković
Zvonimir Stimaković (Zagreb 3. lipnja 1891. – Zagreb, 18. listopada 1974.), konjički general NDH.

## Životopis
Kadetsku školu je pohađao i završio u Srijemskoj Kamenici, a glavnostožerni tečaj u austrougarskoj vojsci i Višu školu Vojne akademije u Beogradu. Poslije služenja u austrougarskoj vojsci i u časničkome kadru Kraljevine Jugoslavije, prijavio se u djelatnu službu u hrvatskoj vojsci NDH. Imenovan je zapovjednikom 4. novačke pukovnije (1942.), pročelnikom Glavnostožernog odjela 2. zbornog područja (lipanj 1943. - siječanj 1944.), zapovjednikom Podhvatnog zapovjedništva Sisak, nadzornikom konjaništva i zapovjednikom 2. hrvatske legije u austrijskome Stockerauu. Od siječnja 1944. bio je zapovjednik 4. lovačkog zdruga sa sjedištem u Bosanskom Novom. Nakon pada NDH u rujnu 1945. osuđen je na 20 godina zatvora, koje je izdržao u Staroj Gradiški. Nije se smatrao krivim ni po jednoj točki optužnice, uporno je odbijao revidirati svoje stavove. Umro je 1974. godine u Zagrebu u 83. godini života.

## Zanimljivosti
- Zvonimir Stimaković je jedan od desetorice Srba generala u generalskom zboru oružanih snaga NDH koji su činili 7,63 posto od ukupnog broja.[2]

## Vanjske poveznice
- Geni.com